# MT Волос Вероники
MT Волос Вероники (лат. MT Comae Berenices) — двойная новоподобная катаклизмическая переменная звезда (NL) в созвездии Волос Вероники на расстоянии (вычисленном из значения параллакса) приблизительно 1284 световых лет (около 394 парсек) от Солнца. Видимая звёздная величина звезды — от +19m до +18m. Орбитальный период — около 0,0829 суток (1,9896 часа)*.

## Характеристики
Первый компонент — аккрецирующий белый карлик, пульсирующая переменная звезда типа ZZ Кита (ZZ)* спектрального класса DA. Масса — около 0,313 солнечной. Эффективная температура — около 9496 K.
Второй компонент — красный карлик спектрального класса M.